# Панцирная брукезия
Панцирная брукезия (лат. Brookesia perarmata) — вид хамелеонов из рода брукезии, эндемик Мадагаскара. Самый крупный вид рода брукезии.

## Описание
Панцирная брукезия имеет красновато-коричневый, коричневый или тёмно-бежевый покров, обладает ограниченными способностями менять окраску. Ряд остроконечных чешуй выступает над позвоночником, уменьшаясь по высоте от шеи к кончику хвоста. Тело покрыто множеством остроконечных чешуй, что придаёт хамелеону вид броненосца. Взрослые особи достигают 15,2 см в длину. Это самые крупные хамелеоны рода брукезии.

## Ареал и местообитание
Встречается только на западе Мадагаскара на территории национального парка Цинги-де-Бемараха. Обитает в кустарниковых зарослях, в лиственной подстилке или рядом с густыми сухими лесными массивами.

## Синонимы
- Leandria perarmata ANGEL 1933
- Brookesia perarmata — GLAW & VENCES 1994: 235
- Brookesia perarmata — NECAS 1999: 277
- Brookesia perarmata — TOWNSEND et al. 2009